# Jerusalem Challenger 1989
Il Jerusalem Challenger 1989 è stato un torneo di tennis facente parte della categoria ATP Challenger Series nell'ambito dell'ATP Challenger Series 1989. Il torneo si è giocato a Gerusalemme in Israele dal 10 al 15 aprile 1989 su campi in cemento.

## Vincitori

### Singolare
Gilad Bloom ha battuto in finale  Shahar Perkiss con il punteggio di 7–6, 6–2

### Doppio
Alfonso Mora /  Mark Ozer hanno battuto in finale  Nick Brown /  Nicholas Fulwood con il punteggio di 6–3, 6–4